# Karl von Fasbender
Karl Ritter von Fasbender (Michelbach, 3. prosinca 1852. -  München, 13. svibnja 1933.) je bio njemački general i vojni zapovjednik. Tijekom Prvog svjetskog rata zapovijedao je I. bavarskim pričuvnim korpusom, te 19. armijom na Zapadnom bojištu.

## Vojna karijera
Karl von Fasbender rođen je 3. prosinca 1852. u Michelbachu. Sin je vlasnika tvornice Karla Fasbendera i Elisabethe Lossen. Nakon godine dana studija prava na sveučilištu u Würzburgu, kao dragovoljac 1872. stupa u bavarsku vojsku. Nakon završetka bavarske vojne akademije služio je u više vojnih jedinica, kao i u bavarskom Glavnom stožeru, te Glavnom stožeru u Berlinu. Čin pukovnika dostigao 1902. godine, dok je general bojnikom postao je 1905. godine. Godine 1907. postaje je načelnikom Glavnog stožera bavarske vojske, dok je iduće, 1908. godine, promaknut u čin general poručnika. U studenom te iste godine imenovan je zapovjednikom 4. bavarske pješačke divizije smještene u Würzburgu. U ožujku 1912. promaknut je u generala pješaštva, te se istodobno na vlastiti zahtjev umirovljuje.

## Prvi svjetski rat
Na početku Prvog svjetskog rata Fasbender je reaktiviran, te dobiva zapovjedništvo nad I. bavarskim pričuvnim korpusom koji se nalazio u sastavu 6. armije bavarskog princa Rupprechta. Navedenim korpusom zapovijedao je gotovo tijekom čitavog rata. Zapovijedajući I. bavarskim pričuvnim korpusom sudjeluje u listopadu 1914. u borbama oko Valenciennesa i Cambraia. Za zapovijedanje u Bitci na Sommi odlikovan je 13. rujna 1916. ordenom Pour le Mérite, te najvišim bavarskim vojnim odlikovanjem Velikim križem Maxa Josepha. U travnju 1917. istaknuo se i u Bitci kod Arrasa kada je zapovijedajući svojim korpusom uspješno suzbio britanski napad. U ožujku 1918. sudjeluje u Proljetnoj ofenzivi neuspješno pokušavajući zauzeti Arras. Početkom studenog 1918. imenovan je zapovjednikom 19. armije zamijenivši na tom mjestu Felixa von Bothmera. Navedenom armijom zapovijedao je dva tjedna, sve do kraja rata.

## Poslije rata
Nakon završetka rata Fasbender se 18. prosinca 1918. umirovio. Preminuo je 13. svibnja 1933. godine u 81. godini života u Münchenu.

## Vanjske poveznice
(eng.) Karl von Fasbender na stranici Prussianmachine.com

(njem.) Karl von Fasbender na stranici Deutschland14-18.de
| Prethodnik:       | Zapovjednik 19. armije Karl von Fasbender | Nasljednik: |
| Felix von Bothmer | Zapovjednik 19. armije Karl von Fasbender | nitko       |